# Jean-Marie Massaud
 (juin 2009).
Si vous disposez d'ouvrages ou d'articles de référence ou si vous connaissez des sites web de qualité traitant du thème abordé ici, merci de compléter l'article en donnant les références utiles à sa vérifiabilité et en les liant à la section « Notes et références ».
Jean-Marie Massaud est un designer et industriel français.
Diplômé de l’ENSCI en 1990, il aborde les différents aspects du design : du mobilier aux produits industriels et à l’équipement.
En 1996, il crée le Studio Massaud et étend son activité à l’architecture et à la stratégie de développement.
Il travaille avec des références aussi variées que B&B Italia (it), Axor Hansgrohe, Dior, Lancôme ou Renault.

## Réalisations

### Architecture

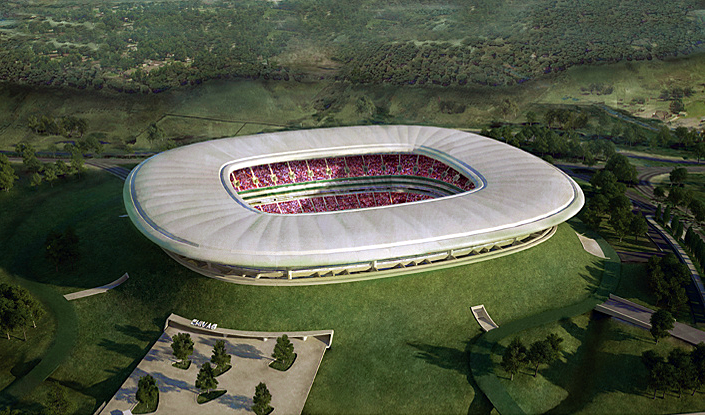
Volcano Stadium

Omnilife
- Condominium TowersVolcano Stadium
- Football Stadium
- Hôtel Spa
- Showroom B&B Italia Paris
- Silvera

### Architecture Intérieure
- Séphora
- Lancôme
- Renault
- Poltrona Frau
- HIP SPa

### Mobilier

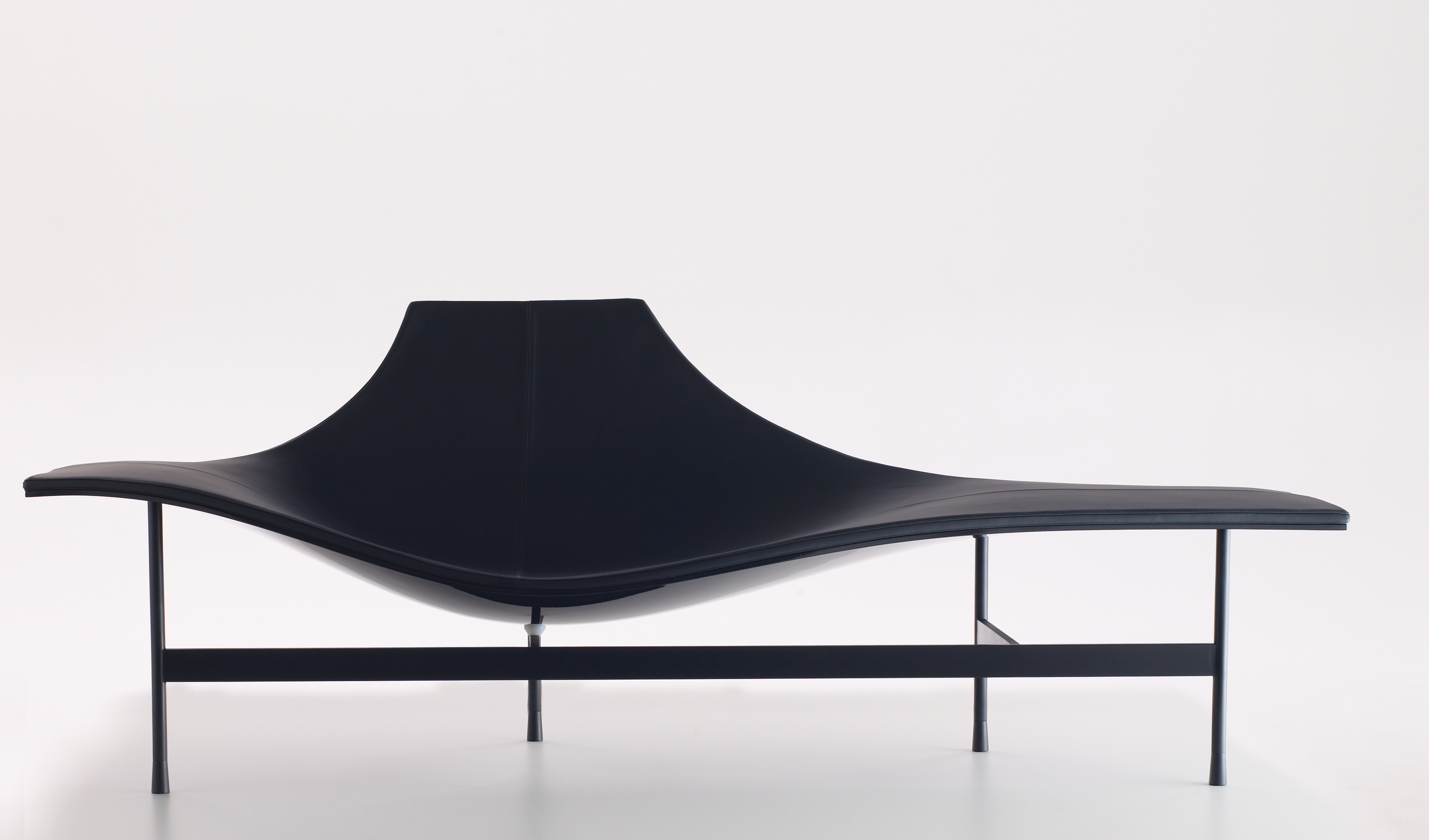
Terminal 1

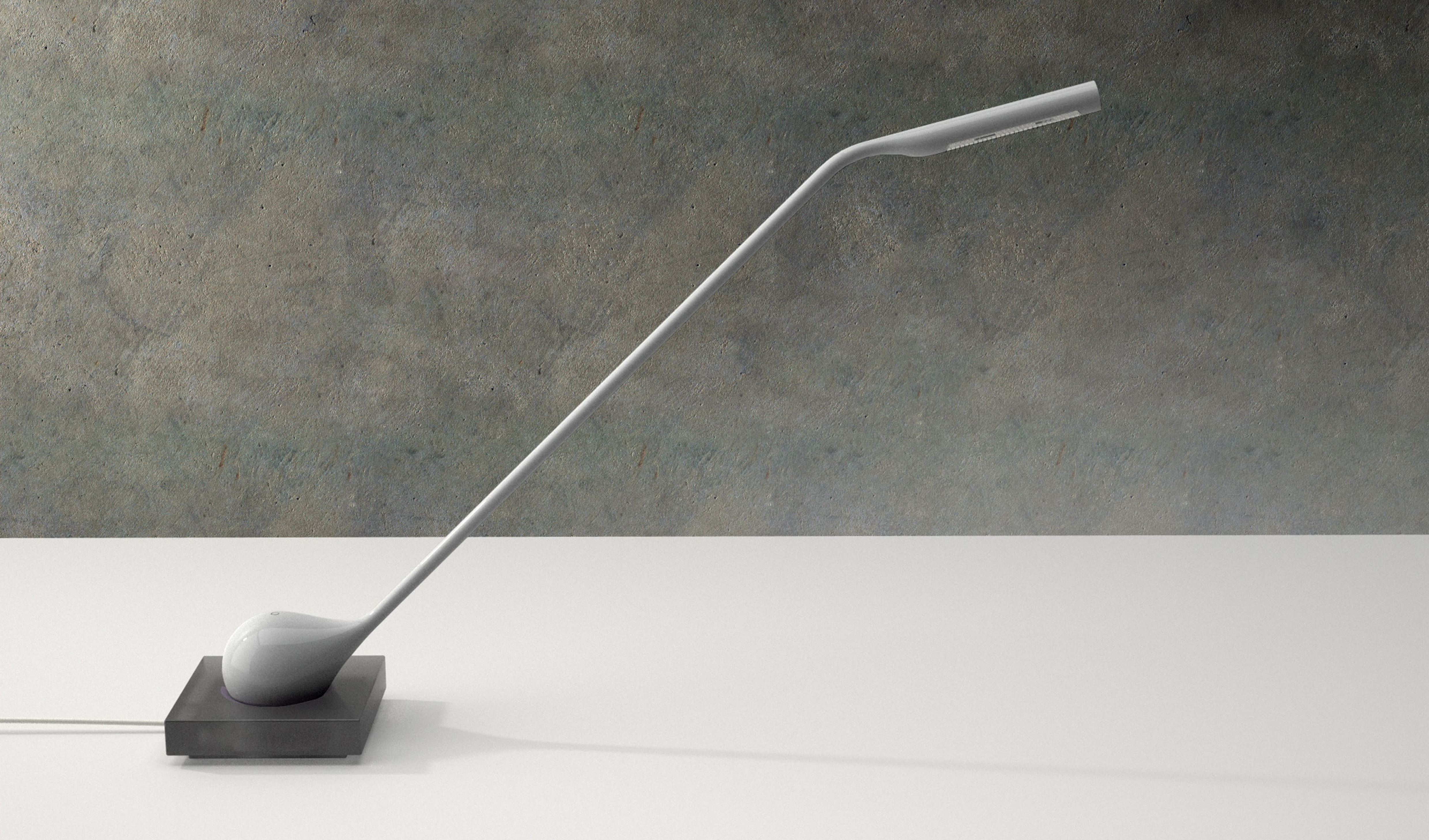
W083

- Arper
- B&B ItaliaTerminal 1
- Cappellini
- Cassina
- Coalesse
- DCS Saint Luc
- Dedon GmbH
- Emu
- Foscarini
- Glas Italia
- Kasthall
- MDF Italia
- Offecct
- Poliform
- Poltrona Frau
- Porro
- Serralunge
- Time & Style
- Viccarbe

## Prix & Récompenses
2024	Prize Designs for Modern Furniture + Lighting 2024 Award - Final Winner (Louise lamp for RAMUN)	
2019	Red Dot Design Award, "BEST OF THE BEST" (Axor Edge, AXOR)	
2016	
- Red Dot Design Award, Product Design (Scarlett, Poltrona Frau)
2015 Red Dot Design Award, Product Design (Massaud Work Lounge with Ottoman, Coalesse-Steelcase)
2011	ADI-Compasso d'Oro (Yale, MDF Italia, Italy)	
2008
Elle Deco Award (table Seven, B&B Italia), Japon
1995-98 Compasso d'Oro : 3 Sélections, Italie